# Abraham Rotich
Abraham Rotich, född 26 juni 1993, är en friidrottare från Bahrain. Han deltog vid olympiska sommarspelen 2016.